# 노비리구레

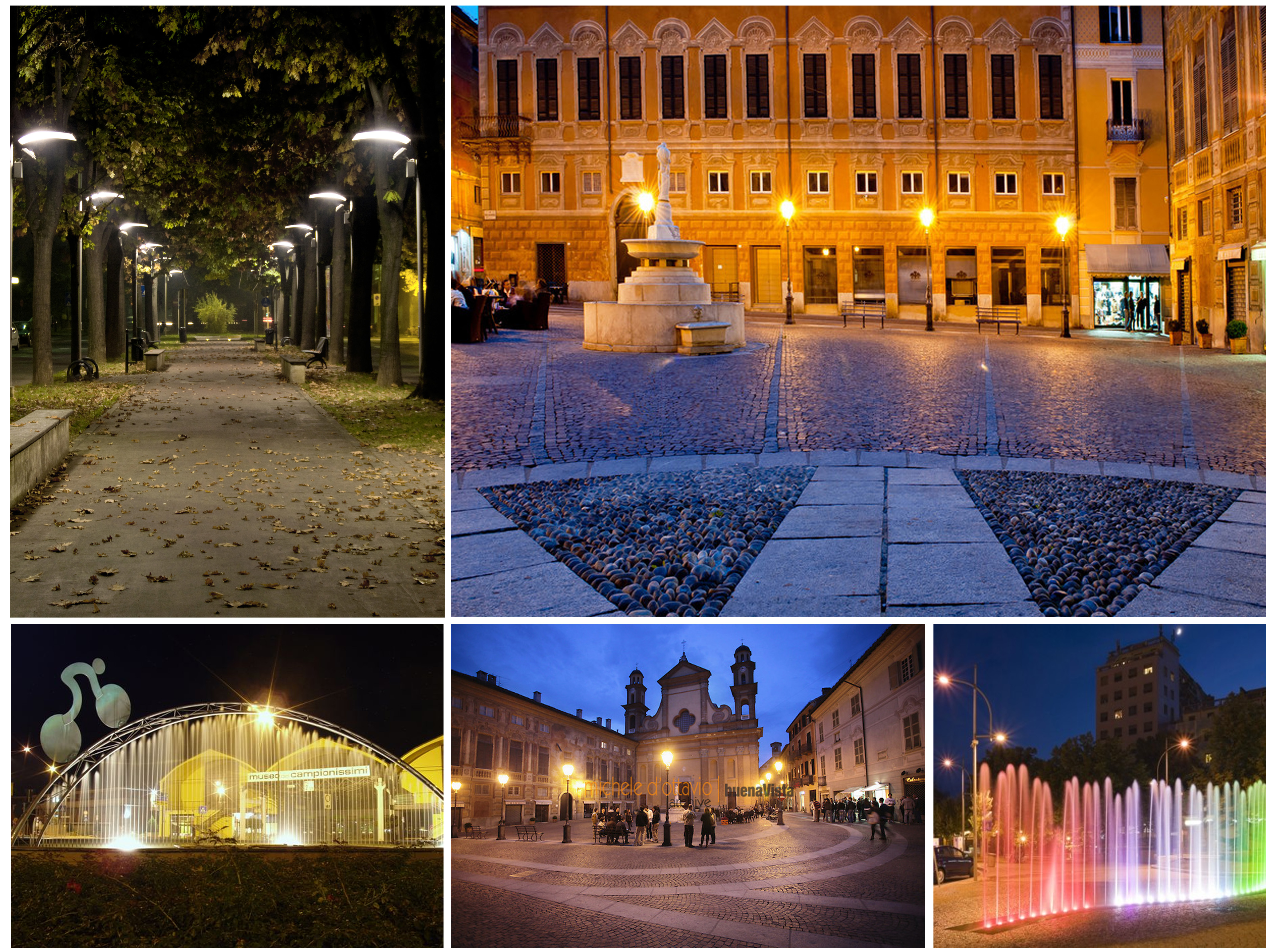
노비리구레

노비리구레(이탈리아어: Novi Ligure, 리구리아어: Nêuve)는 이탈리아 피에몬테주 알레산드리아도의 도시이다.